# 승리 투수와 패전 투수

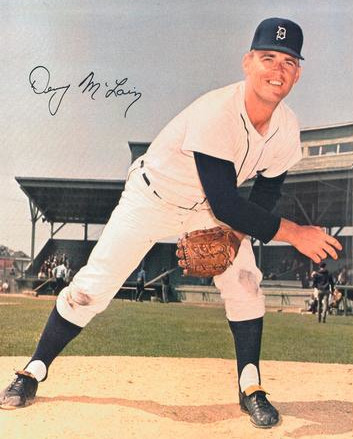
데니 매클레인은 1968년 메이저 리그 베이스볼 시즌 동안 31승 6패의 기록을 세웠다.

야구와 소프트볼에서 승패 기록(단순히 기록이라고도 함)은 투수에게 기록된 승리(W로 표시)와 패배(L로 표시)의 수를 나타내는 통계다. 예를 들어, 20승 10패의 승패 기록은 20승과 10패를 의미한다.
각 경기에서 이기는 팀의 투수 한 명에게는 승리("승리 투수")가 주어지고, 지는 팀의 투수 한 명에게는 패배("패전 투수")가 해당 기록에 부여된다. 이 투수들은 통틀어 기록 투수라고 불린다. 투수에게 승리 또는 패배를 지정하는 것을 결정이라고 하며, 각 팀당 한 명의 투수만이 결정을 받는다. 승리 또는 패배의 기록을 받지 못한 선발투수는 노 디시전이라고 한다. 특정 상황에서는 승리 투수를 구원한 이기는 팀의 다른 투수에게 세이브가 기록될 수 있으며, 홀드는 양 팀의 구원 투수에게 부여될 수 있지만, 이들은 승리를 얻은 투수에게는 절대 주어지지 않는다.
결정은 리그 규칙에 따라 경기의 공식기록원에 의해 부여된다. 공식기록원은 몰수된 일부 경기, 예를 들어 몰수 시점에서 동점인 경기에서는 승리 투수나 패전 투수를 지정하지 않는다. 경기가 동점인 경우(드문 일), 어떤 투수에게도 결정이 주어지지 않는다. 투수의 승률은 승리 수를 결정 수(승리 + 패배)로 나누어 계산하며, 일반적으로 소수점 세 자리까지 표시한다.

## 승리 투수
메이저 리그 베이스볼에서 승리 투수는 팀이 리드를 잡고 이를 결코 놓치지 않는 하프 이닝 전에 마지막으로 투구한 투수로 정의된다.
이 규칙에는 두 가지 예외가 있다. 첫 번째는 선발투수가 승리를 얻으려면 최소 5이닝, 즉 공식 경기의 길이를 소화해야 한다는 것이다. 그렇지 못하면 팀의 리드를 유지하는 하프 이닝 전에 마지막으로 투구했더라도 승리 투수가 될 자격이 없다. 공식기록원은 공식기록원의 판단에 따라 가장 효과적이었던 구원 투수에게 승리를 부여한다.
두 번째 예외는 공식기록원의 판단에 따라 이기는 팀이 마지막으로 리드를 잡은 하프 이닝 전에 마지막으로 투구한 구원 투수가 "짧은 등판에서 비효과적"이었다면, 승리는 공식기록원의 판단에 따라 가장 효과적이었던 그 다음 구원 투수에게 부여된다.
메이저 리그 베이스볼 올스타전에서는 모든 투수가 이 규칙의 목적상 구원 투수로 간주된다. 예를 들어, 아메리칸 리그 선발 투수 오타니 쇼헤이는 2021 올스타전에서 단 1이닝 동안 14구만 던졌음에도 불구하고 승리를 얻었다.

## 패전 투수
패전 투수는 패배팀에서 상대 팀에게 마지막으로 리드를 허용하는 실점을 기록한 투수다.
투수가 상대 팀에게 리드를 내주는 점수를 허용했으나, 그의 팀이 다시 리드를 잡거나 동점을 만들고, 그 후 상대 팀이 다른 투수에게 다시 리드를 잡는다면, 이전 투수는 패배를 얻지 않는다.
투수가 팀이 리드하고 있거나 동점인 상황에서 경기를 떠났으나, 역전 주자가 베이스에 있었고 이 주자가 결국 역전 주자로 득점한다면, 이 주자가 베이스에 도달하도록 허용한 투수가 패배의 책임이 있다. 이는 이 타자가 원래 베이스에 도달한 방식과 그 후 득점한 방식에 관계없이 사실이다. 구원 투수가 역전 주자를 허용하지 않고 하프 이닝을 성공적으로 완료하면, 떠난 투수는 패배를 받을 수 없다.
예를 들어, 2007년 4월 13일 시카고 컵스의 카를로스 잠브라노는 5회 초 신시내티 레즈를 상대하고 있었다. 컵스가 5-4로 앞서고 만루 상황에서 그는 경기에서 물러났다. 그를 교체한 투수 윌 오만은 베이스에 있던 주자 두 명이 득점하도록 허용하여 레즈에게 6-5 리드를 안겨주었다. 잠브라노는 득점이 기록된 시점에 투구하고 있지 않았지만, 득점한 주자들이 그의 책임이었기 때문에 패배를 기록했다.

## 배경
승리와 패배를 얻는 투수들은 통틀어 기록 투수라고 알려져 있다. 경기를 시작했지만 승리 또는 패배 없이 떠난 투수(즉, 어떤 팀이 최종 리드를 얻거나 내주기 전에)는 그의 개인적인 성적과 관계없이 노 디시전을 받았다고 한다. 투수의 총 승리와 패배는 일반적으로 함께 기록된다. 예를 들어, 12승 10패의 투구 기록은 12승과 10패를 나타낸다.
1900년 이전의 메이저 리그 베이스볼 초기에는 뛰어난 투수가 한 시즌에 30승 이상을 올리는 것이 흔했으며, 해체된 프로비던스 그레이스의 올드 호스 래드번이 1884년에 60승으로 기록을 보유하고 있다. 그러나 1900년 이후에는 투수들이 선발 등판 횟수가 점점 줄어들면서 기준이 바뀌었다. 점차 타격이 향상되면서 더 나은 투구가 필요해졌다. 이는 특히 공을 훨씬 더 세게 던져야 한다는 것을 의미했고, 투수에게 하루에 100구 이상을 거의 전력으로 던지도록 요청하고 며칠 동안 회복할 시간을 주지 않는 것은 비현실적이 되었다.
20세기 첫 3분의 1(특히 라이브볼 시대 이후) 동안 30승은 뛰어난 성적의 드문 표시가 되었고, 이 기준은 1940년대부터 1980년대까지 25승으로 줄어들었다(그 기간 동안 30승 이상을 기록한 유일한 투수는 1968년 데니 맥클레인으로, 이는 이례적인 투수 지배 시즌이었다).
1990년 이후에는 이것이 더욱 변화하여, 한 시즌에 20승 이상을 기록하는 것은 이제 매 시즌 소수의 투수만이 달성한다. 예를 들어, 2004년에는 500명 이상의 메이저 리그 투수 중 단 세 명만이 그렇게 했다. 2006년과 2009년에는 어느 리그에서도 20승 투수가 없었다. 마지막으로 25승을 기록한 투수는 1990년 밥 웰치였다.
뉴욕 타임스는 2011년에 고급 통계가 확대됨에 따라 투수의 승패 기록의 중요성이 감소했다고 썼다. 종종 승리는 투수가 통제할 수 있는 범위를 상당히 벗어난다. 압도적인 투수조차도 팀이 그를 위해 득점을 하지 않으면 승리를 기록할 수 없다. 예를 들어, 펠릭스 에르난데스는 13승 12패의 기록에도 불구하고 2010년 사이 영 상을 수상했다. 그가 투구한 매리너스는 그 시즌에 메이저 리그에서 가장 적은 513득점을 기록했으며, 펠릭스 에르난데스는 2.27의 평균자책점과 리그 최다인 249.2이닝을 던졌다. 마찬가지로 2004년 밀워키 브루어스 선발 투수 벤 시츠는 12승 14패의 패배 기록을 기록했지만, 리그 최고인 8:1의 삼진 (야구) 대 볼넷 비율을 보였고 평균자책점 (2.70) 및 WHIP (0.98)에서 상위 5위 안에 들었다. 득점 지원에 대한 의존도 외에도 선발 투수의 승리는 불펜 지원에도 달려 있다. 선발 투수는 훌륭하게 투구하며 리드를 잡고 경기를 떠날 수 있지만, 불펜이 세이브를 날리고 리드를 내주는 것을 더그아웃에서 무력하게 지켜볼 수 있다. 이는 강력한 경기력에도 불구하고 팀이 결국 승리하든 안 하든 선발 투수에게 승리 대신 노 디시전을 받을 자격을 부여할 것이다. 불펜이 약한 팀의 선발 투수들은 이 때문에 승리 수가 적은 경향이 있다. 마찬가지로, 투수는 나쁜 성적을 내고 많은 점수를 내주고 원하는 것보다 일찍 경기를 떠날 수 있지만, 그의 팀이 훨씬 더 많은 점수를 냈기 때문에 여전히 승리할 수 있다. 일부는 선발 투수가 팀에게 이길 현실적인 기회를 얼마나 자주 주었는지를 나타내는 지표로 퀄리티 스타트 통계를 선호한다.

## 결정 기록
퍼드 갤빈 (1883년)은 한 시즌 최다 결정(75회)의 메이저 리그 기록을 보유하고 있다. 1908 시즌 동안 에드 월시는 55회의 결정을 기록했는데, 이는 1900년 이후 한 시즌 최다 기록으로 남아 있다. 윌버 우드는 라이브볼 시대 (1920년~현재) 시즌 기록을 보유하고 있으며, 1973년에 44회의 결정을 기록했다. 2024년 기준으로 로이 할러데이와 애덤 웨인라이트 (2010년에 각 31회 결정)가 한 시즌에 30회 이상의 결정을 기록한 마지막 투수였다. 통산 기록은 사이 영이 보유하고 있으며, 그는 1890년부터 1911년까지 826회의 결정을 기록했다.

## 같이 보기
- 300승 클럽
- 퀄리티 스타트